# Qualitätsinfrastruktur
Qualitätsinfrastruktur ist ein nationales System zur Qualitätssicherung und zum Verbraucherschutz. Es bezeichnet das Zusammenwirken aller Bestandteile der Standardisierung, Normen- und Messwesen, Prüfdienstleistungen, Akkreditierung und Zertifizierung des Qualitätsmanagements.

## Konformitätsbewertung und Funktionsweise

### Aufgaben
Die wesentliche Aufgabe besteht darin, Waren und Dienstleistungen auf Übereinstimmung mit deren festgelegten Produktanforderungen zu überprüfen. Auf diese Weise werden der Sicherheits-, Umwelt-, Gesundheits- und Verbraucherschutz gewährleistet. Dabei werden zum einen international akzeptierte Vorgaben der einzelnen Staaten, zum anderen auch Vorgaben zwischen Unternehmen berücksichtigt.

### Standardisierung und Normung
Die Normung dient dazu, bestimmte Gegenstände und Prozesse zu vereinheitlichen. Dadurch werden u. a. die Anforderungen an Produkte festgelegt, welche zu deren Kompatibilität beitragen und der neueste Wissensstand verbreitet, was wiederum zu neuen Innovationen führt und die Wettbewerbsfähigkeit steigert.

### Messwesen
Maße sind nicht naturgegeben, was bedeutet, dass sie festgelegt und verbreitet werden müssen. Das am weitesten verbreitete Einheitensystem ist das Internationale Einheitensystem. Um Aussagen über Konformität und Qualität treffen zu können, müssen Waren mittels genauen Messungen und deren zugrundeliegenden Vorschriften geprüft werden.
Zum einen gibt es das gesetzliche Messwesen, welches Messungen im Bereich des gesetzlichen Eichwesens auf Einhaltung der Vorschriften überprüft. Dazu zählen beispielsweise Messungen zur Überprüfung von Schutzfunktionen, wie die Einhaltung des Gesundheits- oder Umweltschutzes. Zum anderen gibt es den nicht geregelten Bereich, welcher den Vergleich von Messergebnissen mit internationalen Normalen und die Kalibrierung der Messverfahren umfasst. Sogenannte Kalibrierlaboratorien geben die Maße an die Nutzer weiter. Durch messbare Produkteigenschaften und Prozessleitungen lassen sich Aussagen über die objektive Qualität eines Produktes treffen. Die subjektive Qualität wird durch die Beurteilung und Einschätzung von Kunden und Verbrauchern bestimmt. Hierzu dienen beispielsweise Verbraucherbefragungen.

### Akkreditierung und Zertifizierung
Um Konformitätsbewertungen durchführen zu dürfen, müssen die jeweiligen Konformitätsbewertungsstellen ebenfalls ihre eigene Kompetenz und Unparteilichkeit nachweisen. Dies geschieht durch das sogenannte Akkreditierungsverfahren. Dabei werden Konformitätsbewertungsstellen von einer nationalen Akkreditierungsbehörde, die hoheitlich arbeitet, anhand europäisch und international harmonisierter Normen auf gesetzlicher Grundlage regelmäßig überprüft. Das Akkreditierungssystem wird in der Verordnung (EG) 765/2008 gesetzlich geregelt. Indem die Mitgliedsstaaten durch die Arbeit der Akkreditierungsstelle die Verantwortung für die Qualität der Konformitätsbewertungsstellen und ihre Überwachung übernehmen, wird die Qualität und Verlässlichkeit der Konformitätsaussagen gesichert (z. B. in Form von ausgestellten Zertifikaten, Laborberichten oder Kalibierscheinen) und die gegenseitige Anerkennung dieser Bestätigungen im Binnenmarkt und im WTO-Freihandel ermöglicht. Dies führt zu einer ständigen Qualitätsverbesserung.

### Digitalisierung
Die Digitalisierung stellt einen zentralen Treiber für die Weiterentwicklung der Qualitätsinfrastruktur (QI) dar. Mit der zunehmenden Vernetzung von Produktions- und Lieferketten sowie dem steigenden Bedarf an datenbasierten Prozessen wird eine moderne, digitale QI immer wichtiger. Ziel ist es, Qualitätssicherung effizienter, transparenter und global anschlussfähig zu gestalten.
In Deutschland wird dieser Transformationsprozess maßgeblich durch die Initiative QI-Digital vorangetrieben. Dabei handelt es sich um ein gemeinsames Projekt der fünf zentralen Akteure der deutschen Qualitätsinfrastruktur: der Bundesanstalt für Materialforschung und -prüfung (BAM), der Deutschen Akkreditierungsstelle (DAkkS), des Deutschen Instituts für Normung (DIN), der Deutschen Kommission Elektrotechnik Elektronik Informationstechnik in DIN und VDE (DKE) sowie der Physikalisch-Technischen Bundesanstalt (PTB). Gefördert wird die Initiative vom Bundesministerium für Wirtschaft und Klimaschutz (BMWK).
Im Mittelpunkt stehen dabei praxisnahe und wirtschaftlich relevante Pilotprojekte, die digitale Technologien wie digitale Kalibrierscheine, Datenräume oder KI-basierte Prüfverfahren in konkreten Anwendungsfeldern erproben. So soll die Qualitätssicherung entlang globaler Wertschöpfungsketten effizienter gestaltet und Vertrauen in digitale Prozesse gefördert werden.

## Beiträge zur wirtschaftlichen und sozialen Entwicklung

### Bedeutung für den internationalen Handel
Es ist eine Grundvoraussetzung für den Warenaustausch am internationalen Handel. Nur durch eine einheitliche und international anerkannte Qualitätsinfrastruktur ist es möglich, Produkte rückverfolgen zu können, den Schutz der Umwelt und Gesundheit zu gewährleisten, den europäischen Markt vor qualitativ minderwertigen Produkten zu schützen und die Kompatibilität von Produkten und Dienstleistungen sicherzustellen. Keine oder eine mangelhafte Qualitätsinfrastruktur in einem Partnerland führt zu fehlenden und unzureichenden Nachweisen über die Überwachung der Produktionskette. Dies kann zu einem technischen Handelshemmnis führen. Da stetig neue Normen und Richtlinien hinzukommen und sich die Regeln der Absatzmärkte ständig weiterentwickeln, kommt es zur Zunahme von technischen Handelshemmnissen. Gleichzeitig werden allerdings mit Hilfe der internationalen Abkommen Handelsbarrieren abgebaut.
Es werden dadurch sowohl die Konsumenten als auch die Zulieferunternehmen geschützt und in ihrem Vertrauen in die Qualität von Waren und Dienstleistungen bestärkt.

### Bedeutung für den nationalen Handel
Aufgrund zunehmender Anspruchshaltung und Sensibilität von Verbrauchern und Händlern steigen auch die Anforderungen an die Qualität von Produkten und Dienstleistungen. Eine einheitliche Qualitätsinfrastruktur mit festgelegten Standards und Normen verbessert die Produktqualität und regt dadurch auch zu Investitionstätigkeiten an. Im Zuge dessen können neue Arbeitsplätze geschaffen werden. Zusätzlich nimmt sie aufgrund der Überprüfung auf Hygiene- und Gesundheitsvorschriften einen positiven Einfluss auf die Gesundheit der Bevölkerung. Die Qualitätsinfrastruktur ist daher von sehr großer Bedeutung für den nationalen Handel und eine moderne Volkswirtschaft.
Die etablierte Qualitätsinfrastruktur (QI) hat erheblichen Einfluss auf die deutsche Volkswirtschaft; ohne sie wäre das Bruttoinlandsprodukt (BIP) um etwa 7,8 % niedriger, was rund 320 Milliarden Euro entspricht. Das belegt eine von der Bundesanstalt für Materialforschung und -prüfung (BAM) beauftragte und vom Fraunhofer-Institut für System- und Innovationsforschung (ISI) erstellte Studie.